# Sinovel
Sinovel est une entreprise chinoise qui fabrique des éoliennes.

## Présentation
La société a livre des éoliennes de 150 mètres de haut et 113 mètres de diamètre de rotor éolien à la Suède, en 2012.